# 풍각중학교 각북분교
풍각중학교 각북분교(豊角中學校 角北分校)는 경상북도 청도군 각북면 남산리에 있었던 공립 중학교이다.

## 학교 연혁
- 1973년 3월 1일 : 개교, 초대 구자봉 교장 취임
- 1973년 3월 5일 : 제1회 신입생 2학급 120명 입학
- 1987년 3월 1일 : 전교 3학급 편성
- 1999년 9월 1일 : 풍각중학교 각북분교장으로 개편
- 2017년 2월 9일 : 제42회 졸업식 거행(졸업생수 총 1,874명)
- 2017년 9월 1일 : 기세원 교장 취임
- 2018년 2월 28일 : 45년만에 폐교[1]

## 참고 자료
- 풍각중학교 각북분교 - 한국교육학술정보원 학교알리미